# Jim Boylen
James Francis Boylen, detto Jim (East Grand Rapids, 18 aprile 1965), è un ex cestista e allenatore di pallacanestro statunitense.

## Statistiche
| Stagione  | Squadra       | Regular Season | Regular Season | Regular Season | Regular Season | Regular Season            | Post Season      |
| Stagione  | Squadra       | V              | P              | % V            | G              | Posizione finale          | Post Season      |
| --------- | ------------- | -------------- | -------------- | -------------- | -------------- | ------------------------- | ---------------- |
| 2018-2019 | Chicago Bulls | 17             | 41             | 29,3           | 58             | 5º nella Central Division | Manca i play-off |
| 2019-2020 | Chicago Bulls | 22             | 43             | 33,8           | 65             | 3º nella Central Division | Manca i play-off |
|           | Carriera      | 39             | 84             | 31,7           | 123            |                           |                  |